# برادران کی
استفان و تیموتی کی (به انگلیسی: Stephen Quay, Timothy Quay) (زاده ۷ ژوئن ۱۹۴۷ در نوریس‌تاون پنسیلوانیا) دو برادر دوقلوی هم‌سان هستند که به ساخت استاپ‌موشن اشتغال داشته و با لقب برادران کی شناخته می‌شوند.

## تصویرسازی کتاب
این دو برادر پیش از اینکه به فیلم‌سازی گرایش پیدا کنند، به تصویرسازی کتاب اشتغال داشته‌اند و تصاویر سرفصلِ کتاب «شهادت کوکی یا پایان اندبری» نوشتهٔ آنتونی برگس توسط آنها کار شده‌اند. نزدیک به سی سال پیش از اینکه برادران کی همکاری‌شان را با کارل هاینز اشتوکهاوزن آغاز کنند نیز تصویرسازی کتابی با عنوان اشتوکهاوزن: مکالماتی با آهنگساز را در سال ۱۹۷۳ (میلادی) بر عهده گرفته بودند.

## آغاز کار حرفه‌ای
پس از فارغ‌التحصیل شدن از کالج هنر دانشگاه پنسیلوانیا در سال ۱۹۶۹ استفان و تیموتی برای تحصیل در کالج پادشاهی هنر به لندن مهاجرت کرده و از آن هنگام در انگلستان ساکن شدند. فیلم‌های کوتاه ابتدایی این دو برادر که در لندن ساخته شد به علت از بین رفتن تنها نسخه‌های موجود، در دسترس نیستند. در سال ۱۹۷۰ (میلادی) استفان و تیموتی مدتی در هلند زندگی کردند و سپس به انگلستان برگشته و همکاری خود را با یک فارغ‌التحصیل کالج سلطنتی هنر به نام کیت گریفیثس که تهیه‌کنندگی همه فیلم‌های بعدی آنان را بر عهده گرفت آغاز کردند. این سه نفر در سال ۱۹۸۰ (میلادی) استودیوی کونینک را پایه‌گذاری کردند که در حال حاضر در محلهٔ سات‌ارک در جنوب لندن قرار دارد.

## تاثیر پذیری
آثار برادران کی از سال ۱۹۷۹ تا به امروز از بازهٔ گسترده‌ای از هنرمندانِ عموماً ساختارشکن الهام می‌گیرد. از انیماتورهای لهستانی همچون والرین بروفچیک و یان لنیتسا گرفته تا نویسنده‌هایی همچون فرانتس کافکا، برونو شولتس، روبرت والزر و میشل دو گلدرود، عروسک‌گردان‌هایی همچون لادیسلاس استارویچ و ریچارد تخنر و موسیقی‌دانانی چون لئوش یاناچک، ژنک لیشکا و لژک ژانکوسکی که موسیقی متن آخرین کارهای آنان را نیز ساخته است. برادران کی معمولاً از انیماتور چک یان شوانکمایر (که سومین کارشان به نام «کابین ژان شوانکماژر» را به نام اون نامگذاری کردند) نیز به عنوان یکی از منابع الهامشان یاد می‌کنند اما آشنایی آنان با کارهای شوانکمایر ر سال ۱۹۸۳ و پس از اینکه سبک و جهت‌گیری هنری‌شان تا حدود زیادی شکل گرفته بود، اتفاق افتاد.

## سبک کار
برادران کی در بیشتر فیلم‌هایشان از عروسک‌های مثله‌شده در فضاهای تاریک و احساسی استفاده می‌کنند. شناخته‌شده‌ترین کار آنها فیلمی کوتاه با نام خیابان کروکودیل‌ها است که از روی کتابی با همین نام نوشتهٔ نویسنده و هنرمند لهستانی، برونو شولتس، ساخته شده است. تری گیلیام، کارگردان و انیماتور صاحب‌نام، این فیلم را به عنوان یکی از ده پویانمایی برتر تاریخ انتخاب کرده است. «خیابان کروکودیل‌ها» هم‌چنین در نظرسنجی سال ۲۰۰۲ مجلهٔ سایت اند ساوند، توسط منتقد سینما جاناتان رومنی یه عنوان یکی از ده فیلم برتر شناخته شد. برادران کی تنها دو فیلم بلند سینمایی به نام‌های انستیتو بنیامنتا یا رؤیایی که مردم به اسم زندگی می‌شناسندش و پیانوکوک‌کنِ زلزله ساخته‌اند. سکانس پویانمایی در فیلم فریدا نیز توسط این دو برادر ساخته شده است.

## موسیقی فیلم
به جز موارد اندک، فیلم‌های برادران کی دیالوگ بامعنایی ندارند. در واقع، بیشتر آنها اصلاً دیالوگی نداند و بعضی از آنها مانند فیلم شانه (۱۹۹۰) فقط یک زمزمهٔ بی‌معنی در پس‌زمینه صدا دارند. حرکت در فیلم‌های آنان معمولاً هماهنگ با موسیقی متن (که در بیشتر موارد توسط آهنگساز لهستانی، لژک ژانوسکی ساخته می‌شود) صورت می‌گیرد. در سال ۲۰۰۰ برادران کی برای مستند صدای فیلم که از شبکهٔ بی‌بی‌سی انگلستان پخش می‌شد، یک قطعهٔ بیست دقیقه‌ای از آهنگساز آوانگارد، کارل هاینز اشتوکهاوزن را تصویرسازی کردند. برادران کی تا جای ممکن ترجیح می‌دهند با موسیقیِ از پیش ضبط شده کار کنند. با این حال، هنگام ساخت فیلم موزهٔ اشباح وقتی نتوانستند حقوق معنوی موسیقیِ آهنگسازِ چک، ژنک لیشکا را خریداری کنند، مجبور به استفاده از قطعه‌ای از گری تارن شدند.

## نماهنگ
برادران کی نماهنگ‌های زیادی را نیز برای خواننده‌های گوناگون کارگردانی کرده‌اند. نماهنگ‌های «آیا هنوز زن و شوهریم» و «بدون تو به اشتباه نمی‌افتم» برای گروه هیز نیم ایز الایو، نماهنگ‌های «آن پایین پایین‌ها» (یا «ببین گربه‌هه چی آورده») برای مایکل پن و نماهنگ «کر ارواح سیاه» برای گروه شانزده اسب بخار از این نمونه‌ها هستند. خیلی از مردم به اشتباه گمان می‌کنند بسیاری از نماهنگ‌های گروه تول هم توسط برادران کی ساخته شده‌اند اما کارگردانان اصلی این نماهنگ‌ها فرد آستر و آدام جونز (یکی از اعضای خود گروه) هستند که از برادران کی تاثیر پذیرفته‌اند. در سال ۱۹۸۶ آنها نماهنگ معروف ترانهٔ «پتک» اثر پیتر گابریل را تصویرسازی کردند اما نماهنگ توسط استیون جانسون کارگردانی شد و برادران کی بعدها اعلام کردند که از کارشان در این نماهنگ راضی نبوده‌اند؛ زیرا بیشتر از اینکه خلاقانه باشد، تقلیدی از آثار شوانکماژر بوده است.
برادران کی همچنین به کار طراحی صحنه و دکور برای تئاتر اشتغال دارند و چندین اپرا شامل «عشق سه پرتقال» اثر پروکفیف، «ککی در گوشش» اثر فیدو، «مازپا» اثر چایکوفسکی و «عالیجناب بورژواز» اثر مولیر را برای ریچارد جونز تهیه کرده‌اند. صراحی صحنهٔ برادران کی برای تئاتر «صندلی‌ها» اثر یونسکو در سال ۱۹۹۸ نامزد جایزهٔ تونی شد.

## فیلم‌شناسی

### فیلم‌های بلند
- انستیتو بنیامنتا یا رؤیایی که مردم به اسم زندگی می‌شناسندش (۱۹۹۵)
- پیانوکوک‌کن زلزله (۲۰۰۶)
- آسایشگاهِ ساعت‌شنی‌نشان

### فیلم‌های کوتاه
- تصنیف‌المصنوع (۱۹۷۹)
- پانچ و جودی (کمدیِ تراژیک یا تراژدیِ کمیک) (۱۹۸۰)
- رقص باران (۱۹۸۰) - فیلم کوتاهی برای سسمی استریت
- این برودرمورد (۱۹۸۱)
- روزِ ابدیِ میشل دو گلدرود (۱۹۸۱)
- اشتراوینسکی-روزهای پاریس (۱۹۸۳)
- لئوش یاناچک-گردش‌های خودمانی (۱۹۸۳)
- کابینِ یان شوانکمایر (۱۹۸۴)
- افسانه گیلگمش یا جاروی بی‌نامِ کوچک (۱۹۸۵)
- خیابان کروکودیل‌ها (۱۹۸۶)
- اشتیل ناخت ۱: درامولت (۱۹۸۸)
- تمرین‌هایی برای آناتومی‌های منقرض شده (۱۹۸۸)
- دخیل/برکه (۱۹۸۹)
- شانه (از مجموعه موزه‌های خواب) (۱۹۹۰)
- منظرالمصنوع یا اعوجاج (۱۹۹۱)
- خطاط (۱۹۹۱) ساخته‌شده برای شبکهٔ دوی بی‌بی‌سی که هرگز پخش نشد
- اشتیل ناخت ۲: آیا هنوز زن و شوهریم؟ (۱۹۹۱)
- آن پایین پایین‌ها (ببین گربه‌هه چی آورده) (۱۹۹۲)
- اشتیل ناخت ۳: قصه‌هایی از جنگل‌های وین (۱۹۹۲)
- اشتیل ناخت ۴: بدون تو به اشتباه نمی‌افتم (۱۹۹۲)
- اوج (۱۹۹۵)
- در ناکجاآباد (۲۰۰۰)
- آدم‌شنی (۲۰۰۰)
- دوئت (۲۰۰۰)
- در ابسنتیا (۲۰۰۰)
- اشتیل ناخت ۵: ورودیِ سگ‌ها (۲۰۰۱)
- فریدا (۲۰۰۲)
- موزه اشباح: گردش در گنجهٔ کلکسیونِ داروییِ سر هنری ولکام (۲۰۰۳)